# Premio Fonseca
Premio Fonseca (англ. Fonseca Prize) — премія за зусилля щодо поширення наукових знань у суспільстві. Заснована у рамках програми ConCiencia. Присуджується University of Santiago de Compostela (USC) з 2008 року. Грошова складова премії — 6000 євро (спочатку передбачалося 3 тис.). У журі входили Senén Barro, Carlos Pajares, Juan Casares Long, Roberto Varela, Jorge Mira та ін.

## Лауреати
- 2008 — Стівен Гокінг[6][7]
- 2009 — Джеймс Лавлок[8][9]
- 2010 — Девід Аттенборо[10][11][12][13][14][15]
- 2011 — Роджер Пенроуз[16][17][18]